# Louise Wimmer
Louise Wimmer ist ein französisches Filmdrama von Cyril Mennegun aus dem Jahr 2011.

## Handlung
Louise Wimmer ist Ende 40, hat ihren Mann verlassen und seit sechs Monaten keine Wohnung mehr. Sie lebt mehr schlecht als recht in ihrem Auto. Ihre Möbel und Wertsachen hat sie seit der Zeit ihrer Trennung in einer Garage untergestellt. Obwohl sie sofort einen Antrag auf Wohnungszuweisung gestellt hat, kann ihr die zuständige Angestellte keine Wohnung vermitteln. Dass Louise Wimmer ihre Ansprüche recht arrogant vorträgt, verschlechtert ihre Lage eher. Geld verdient sie sich als Putzfrau in einem Hotel sowie bei einer Familie. Gelegentlich verkauft sie einige ihrer Wertgegenstände bei einem An- und Verkauf. Vor ihren Bekannten, die sie meist in einer Bar trifft, wohin auch ihre Post zugestellt wird, wahrt sie den Schein. Auch ihr Ex-Mann und ihre Tochter wissen nichts von ihrer Lage.
Der Alltag für Louise Wimmer ist schwierig. Waschen kann sie sich nur auf den Toiletten von Kneipen oder heimlich auf Arbeit. Reicht ihr Geld zum Essen nicht, schmuggelt sie sich in Selbstbedienungsrestaurants, wo sie stehengelassene Speisen aufisst. Benzin für ihr Auto pumpt sie heimlich aus den Tanks von Lastwagen. Trost in all der Zeit bieten ihr vor allem die Musik und Didier, der häufig in ihrer Kneipe auf Pferderennen wettet. Als ihr Auto immer wieder Startschwierigkeiten hat, bietet Didier ihr an, kostenlos eine Reparatur zu organisieren. Als sie ihn kurz darauf aufsucht, erkennt sie, dass er eine Frau und ein Kind hat. Später organisiert er über einen Freund die Reparatur ihres Wagens. Als er sie am Ende küssen will, wehrt Louise Wimmer ab. Sie zeigt ihm, dass ihr Wagen derzeit ihr Heim ist, und macht ihm deutlich, dass der Grund dafür ist, dass sie ihren Mann verlassen hat. Sie hat kein Interesse an einer Beziehung mit ihm, wenn zuhause Frau und Kind warten.
Ein Monat ist vergangen und Louise Wimmer erhält eine neue Sachbearbeiterin. Diese ist überrascht, dass sie bereits vor sieben Monaten einen Antrag auf Wohnungszuweisung gestellt hat. Sie verspricht, sich zu kümmern, auch wenn Louise Wimmer wenig Hoffnung hat. Deprimiert hört sie am Nachmittag auf einem Hügel oberhalb der Stadt Musik, reißt am Ende jedoch das Autoradio heraus und wirft es weg. Einige Zeit später erhält sie einen Brief, in dem ihr mitgeteilt wird, dass sie in Kürze eine eigene Wohnung beziehen kann. Tatsächlich hat sie in einem Plattenbauviertel eine Zweizimmerwohnung erhalten. Louise Wimmer ist glücklich. Didier fährt sie zur ersten Wohnungsbesichtigung und die Sonne scheint auf der Hinfahrt in Louise Wimmers Gesicht.

## Produktion
Louise Wimmer wurde unter anderem in Belfort und Danjoutin gedreht. Die Kostüme schuf Christel Birôt, die Filmbauten stammen von Daphné Deboaisne. Der Film erlebte am 5. September 2011 im Rahmen der Settimana internazionale de la critica der Internationalen Filmfestspiele von Venedig seine Premiere. In Frankreich war er erstmals am 6. November 2011 im Rahmen des Filmfestivals von Arras zu sehen und lief am 4. Januar 2012 in den französischen Kinos an. Im August 2012 erschien der Film in Frankreich auf DVD. In Österreich war der Film 2012 auf dem Festival du film francophone zu sehen; im selben Jahr lief er zudem auf dem Festival Crossing Europe in Linz.

## Auszeichnungen
Louise Wimmer gewann 2012 den Prix Louis Delluc als Bestes Erstlingswerk. Im Jahr 2013 erhielt der Film einen César als Bestes Erstlingswerk. Corinne Masiero war für einen César in der Kategorie Beste Hauptdarstellerin nominiert. Masiero erhielt zudem eine Nominierung für einen Prix Lumières als Beste Darstellerin; Cyril Mennegun wurde für den Prix Lumières für die Beste Regie nominiert.